# 新磯村
新磯村（あらいそむら）は、1889年（明治22年）から1941年（昭和16年）にかけて神奈川県高座郡に存在した町村制による自治体である。現在は相模原市南区の一部である。

## 歴史

### 村名の由来
旧村名の新戸、磯部からの合成地名。

### 沿革
- 1889年（明治22年）4月1日 - 町村制の施行により、新戸村、磯部村および座間村飛地が合併して発足。
- 1941年（昭和16年）4月29日 - 座間町、麻溝村、田名村、上溝町、大沢村、相原村、大野村と合併して相模原町が発足。同日新磯村廃止。
- 1954年（昭和29年）11月20日 - 相模原町が市制施行して相模原市となる。

## 軍施設
- 陸軍士官学校（1937年9月30日に市ヶ谷より移転、所在地は座間町）
- 臨時東京第三陸軍病院（1938年3月1日開設、所在地は大野村大字上鶴間4719番地）

1937年（昭和12年）に陸軍士官学校の座間への移転に合わせて、麻溝村から南隣の新磯村にかけての台地上の土地の大部分が陸軍に買収され、士官学校の演習場とされた。
陸軍に演習場として土地を買収された麻溝村・新磯村の失地耕作者の対応として麻溝台東端付近一帯に、昭和11年12月認可の「芝野耕地整理組合」を設立。しかし面積は失地地積の六分の一に過ぎず、さらに昭和12年12月知事の認可を得て「芝原耕地整理組合」を設立した。昭和15年3月建立の記念碑が相模原公園体育館駐車場、交番の近くに移設。記念碑裏面には当時の関係者77名の名が刻まれている。尚、麻溝村失地耕作者の内30名は陸軍士官学校その他に就職した。

## 交通

### 鉄道路線
- 相模鉄道 - 本路線は現東日本旅客鉄道 相模線
  - 相武台下駅：1931年に「座間新戸駅」として開業、1938年に「陸士前駅」に改称、1940年に現駅名に再改称。
  - 上磯部停留場：1932年開業、1943年休止。
- 小田原急行鉄道　現・小田急電鉄小田原線 - 当村内は通過しないが村境に至近の位置を通過し、当村域も各駅の駅勢圏内に属する。
  - 小田急相模原駅：所在地は大野村。1938年に「病院前駅」開業、開業後すぐ「相模原駅」に改称、1941年に現駅名に再改称。
  - 相武台前駅：所在地は座間町。1927年に「座間駅」として開業、1937年に「士官学校前駅」に改称、1941年に現駅名に再改称。